# 4252 Godwin
4252 Godwin este un asteroid din centura principală, descoperit pe 11 septembrie 1985, de Henri Debehogne.